# Gaspard Dénarié
Pour les articles homonymes, voir Dénarié.
Gaspard Antoine Denarié, né le 31 octobre 1829 et mort le 31 octobre 1888 à Chambéry, est un docteur en médecine et journaliste savoyard, partisan de l'annexion de la Savoie à la France en 1860.

## Biographie

### Famille et descendance
Gaspard Dénarié, né le 31 octobre 1829 à Chambéry, est le fils d'un maître maçon et architecte. Ses frères cadets, Michel et Eugène, deviennent architectes comme leur père.
Il épouse Victorine Raymond, la petite-fille du chevalier Georges-Marie Raymond (1769-1839), et fille du sénateur Claude-Melchior Raymond. Celle-ci hérite de son grand-père la maison des Charmettes, ancienne propriété de Madame de Warens et de Jean-Jacques Rousseau, alors qu'elle est veuve.
Ils auront huit enfants dont :
- Emmanuel Dénarié (1857-1926), avocat et poète[2]. Il sera lui aussi membre en 1895, puis président de 1917 à 1926 de l'Académie de Savoie [3].
- Antoine Denarié (1861-1927), qui reprend le cabinet de son père.
  - Camille Denarié (1893-1989) fils d'Antoine, épouse Marie-Emma Saillet en 1917. Camille Denarié s'illustre dans les deux guerres mondiales en tant que médecin reprenant ensuite le cabinet de ces prédécesseurs. Ils auront treize enfants dont deux morts en bas âge.
  - Antoine Denarié (1927-2013)
    - L'un d'eux, Marie-Thérèse Denarié (15/12/1919-24/11/2009), épouse de Jean Jost (30/01/1923-15/02/2005), s'illustra comme combattante libre pendant la Deuxième Guerre mondiale, obtenant la Croix de guerre 1939-1945 avec étoile de bronze, la croix du combattant, la croix du combattant volontaire de la Résistance et citée à l'ordre du régiment.

### Carrière
Après des études au collèges des Jésuites de Chambéry, il part pour Turin où il obtient le 27 juillet 1853 son doctorat, à la suite de sa thèse intitulée « Essai sur l'âge de retour chez l’homme ».
Il rédige des articles dans Le Courrier des Alpes, dont son beau-père, Claude-Melchior Raymond fut le directeur, notamment à l'occasion de l'annexion de la Savoie à la France (1859-1860). Il prend la tête du parti catholique pro-annexionniste, sans obtenir clairement le soutien du clergé local, qui garde sa réserve. Il rédige, avec l’avocat-journaliste Charles Bertier, rédacteur en chef du Courrier des Alpes, une adresse au roi Victor-Emmanuel II de Savoie lui demandant de prendre en compte les vœux de la province ducale :

« ... les actes mêmes émanés de Votre Gouvernement proclament la fondation d'une nationalité italienne nettement dessinée par les Alpes ainsi que par la race, les mœurs, la langue de ceux qui sont appelés à en faire partie. Ces conditions, Sire, excluent la Savoie. La Savoie n'est pas italienne, ne peut pas l'être. Quel est donc l'avenir qui lui est réservé ? Nous espérons, sire, que votre majesté, qui s'est montrée si chevaleresque envers l'Italie, voudra bien aviser aux intérêts de la Savoie d'une manière conforme à ses vœux. »

Suivie d'une pétition, l'adresse est publiée dans Le Courrier des Alpes, lui valant d'être suspendu en août 1859, ainsi que dans certains journaux français et suisses.
Au lendemain de l'annexion, Gaspard Denarié reste fidèle à l'Empire, puis à la République. Toutefois, l'évolution prise par celle-ci le pousse à adhérer au Comité catholique et devient monarchiste. Il est fait chevalier de la Légion d’Honneur, le 28 août 1866.
Il est élu le 6 mars 1884 à l'Académie des sciences, belles-lettres et arts de Savoie, avec pour titre académique Effectif (titulaire).

## Œuvres
Membre de l’Académie de Savoie, on retrouve un certain nombre de ses articles dans la revue Mémoire de l'Académie de Savoie, ainsi que des biographies dans les Comptes-rendus des assemblées annuelles de la Société des médecins de la Savoie.
- De l’Établissement d'un bain d'eau courante à Chambéry, Châtelain, 1883, 23 p.
- Guides aux Charmettes, 1887.